# John Doubleday (Bildhauer)

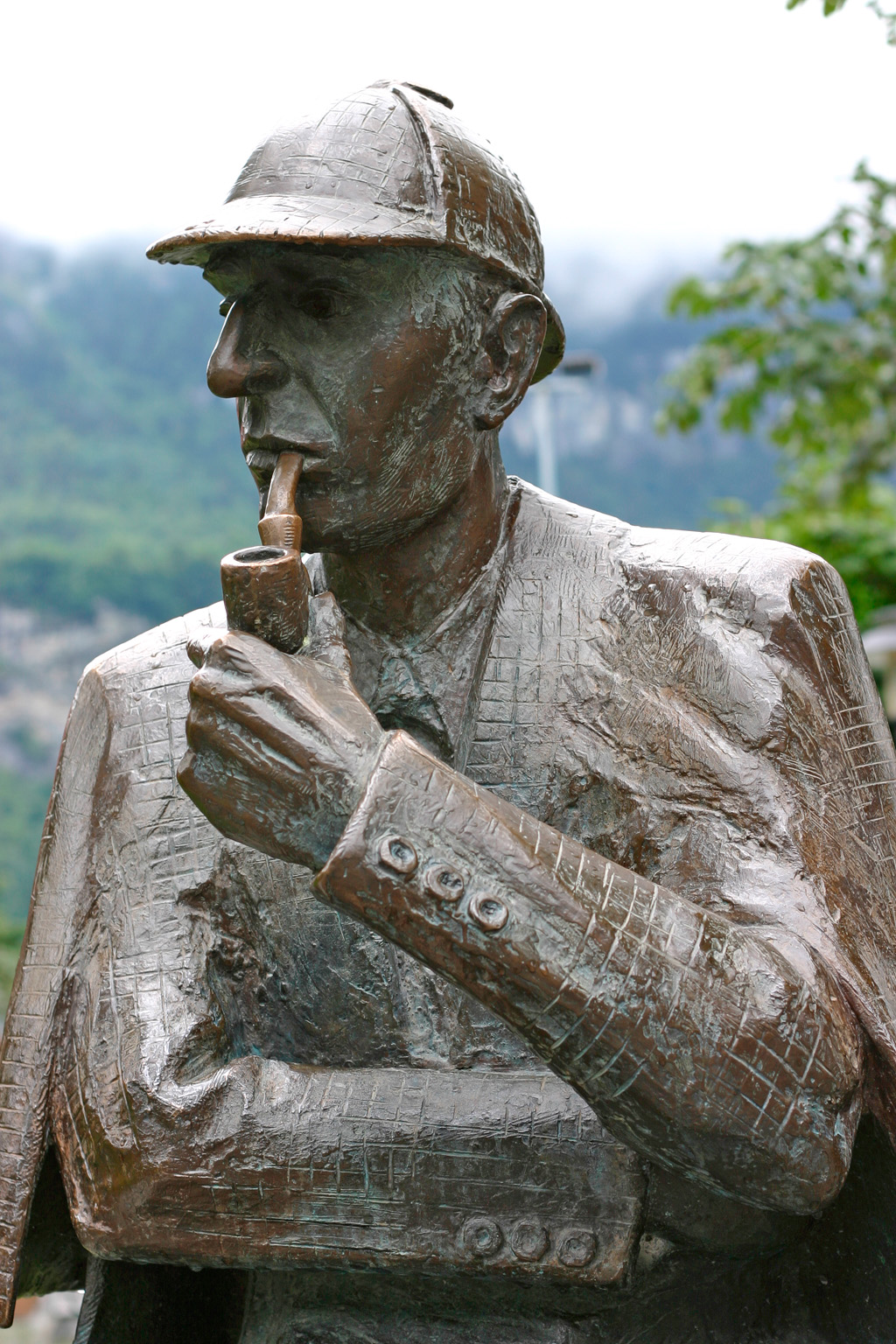
Sherlock-Holmes-Sitzbild bei Meiringen, Schweiz

John Doubleday (* 1947 in Langford bei Maldon, Essex) ist ein britischer Maler und Bildhauer.

## Leben
John Doubleday studierte Bildhauerei am Goldsmiths College. Seit seiner ersten Einzelausstellung in der Waterhouse and Dodd Gallery, London im Jahr 1968 ist er ein vielbeschäftigter Künstler.

## Werke
Seine heiteren Skulpturen moderner und historischer Zeitgenossen sowie literarischer Figuren finden sich zum Teil in mehreren Abgüssen auf öffentlichen Plätzen. Sein originellstes Werk, ein rauchender Sherlock Holmes, wurde auch in Meiringen beim Reichenbachfall aufgestellt. Hier konnte in den Romanen von Arthur Conan Doyle Sherlock Holmes seinen Gegenspieler Professor Moriarty endgültig besiegen.
- HRH Prinz Philip, Duke of Edinburgh
- Golda Meir
- Charlie Chaplin am Leicester Square, London und in Vevey, Schweiz
- Dylan Thomas, Maritime Quarter, Swansea
- The Beatles in Liverpool
- Sir Laurence Olivier
- Sherlock Holmes in London
- Sherlock Holmes in Meiringen, Schweiz
- Gerald Durrell im Zoo von Jersey
- Nelson Mandela in Südafrika
- Büste Arthur Mourant

## Galerie

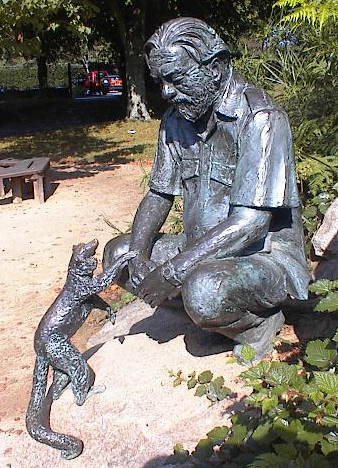
Gerald Durrell mit einer Lemure
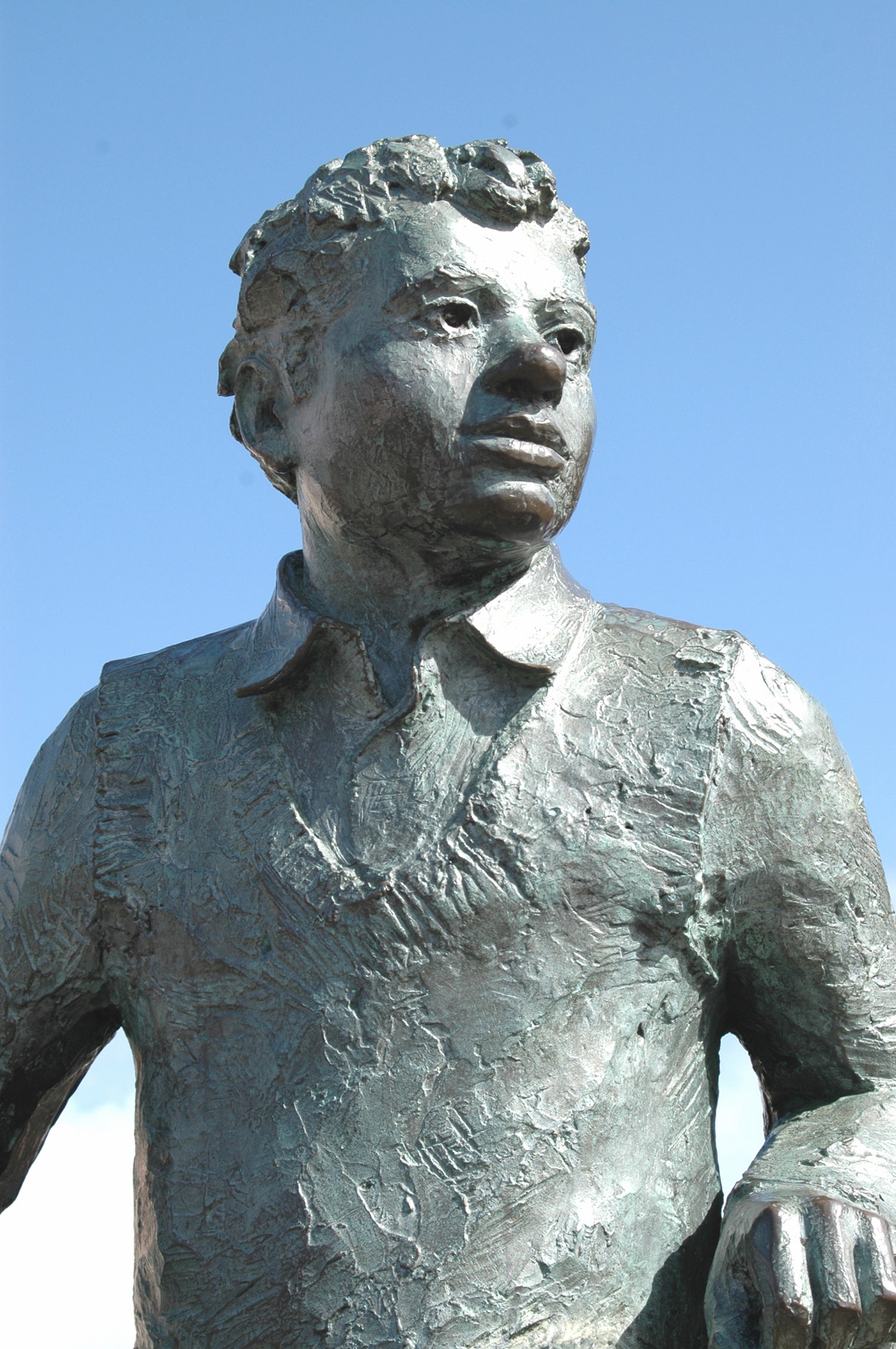
Dylan Thomas, Maritime Quarter, Swansea
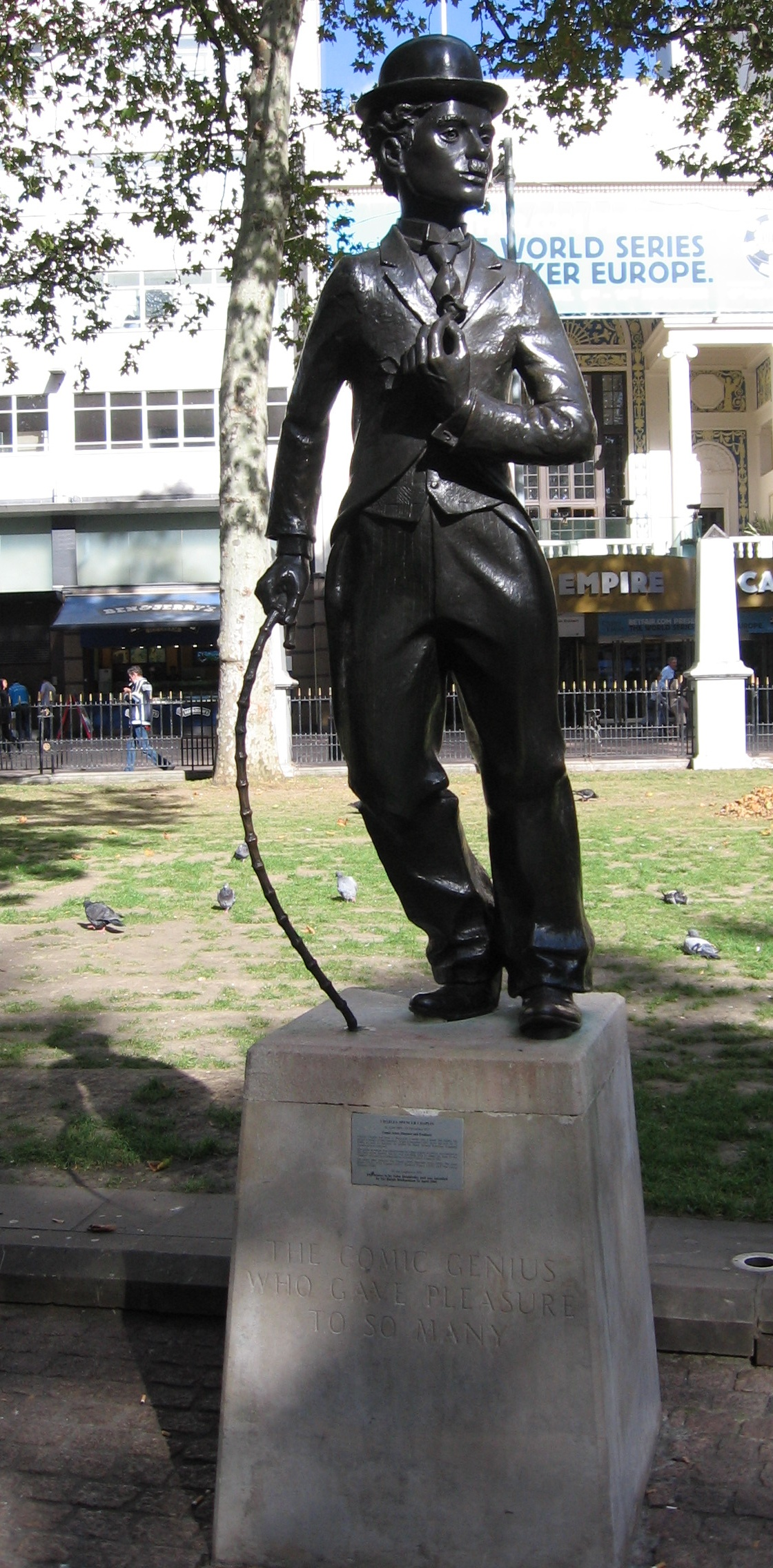
Charlie Chaplin am Leicester Square
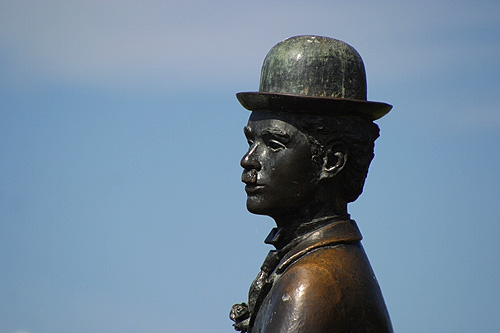
Charlie Chaplin in Vevey, Schweiz